# Micropterus salmoides
La perca atruchada, perca americana, perca negra, huro, lubina negra, lobina o "black bass" (Micropterus salmoides) es una especie de pez perciforme de la familia Centrarchidae. Es de agua dulce y se caracteriza por tener una aleta dorsal radiada espinoforme y una posterior flexible separada por una muesca. Esta especie es originaria de Norteamérica. A partir del siglo XX, esta especie se ha introducido en España. En España está considerada como especie exótica invasora según el Real Decreto 630/2013, de 2 de agosto, estando prohibida en España su introducción en el medio natural, posesión, transporte, tráfico y comercio.

## Morfología

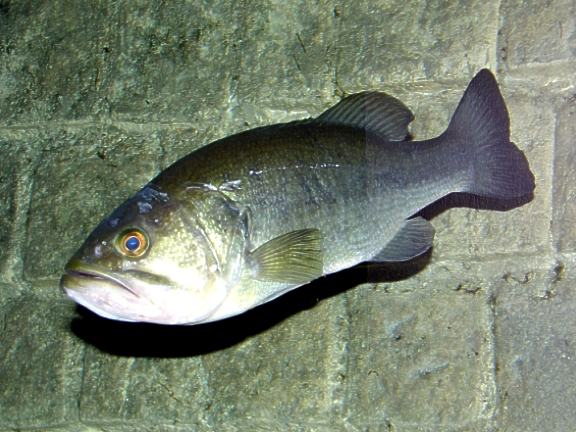
Perca americana o black bass.

Es un pez muy compacto, pero los laterales están más o menos comprimidos. De escamas verdosas con manchas oscuras. Su tamaño adulto es de 30 a 50 cm, es un pez resistente y carnívoro; constituye una especie de las más deportivas por su combatividad, voracidad y puede ser pescado de innumerables técnicas de pesca deportiva (cucharilla, pez artificial, mosca, pez vivo, cebo, lombrices, etc.).
En la península ibérica mide 30-35 (50) cm de longitud aunque en Norteamérica puede alcanzar más de 80 cm, aunque esta no es la subespecie introducida en Europa.
También están distribuidos en otras zonas del planeta.
La boca es bastante grande. No suele pesar más de 3 kg. Las aletas dorsales son largas.
Actualmente, el récord en competición reconocido es de 4 kg, pescado en el Embalse de Guadalcacín de Cádiz. Se pueden pescar con diversos señuelos.

## Biología
En sus primeros años es gregario, y paulatinamente irá formando incluso grupos muy numerosos. Es carnívoro, su dieta incluye insectos acuáticos, gusanos, larvas y de adultos pequeños peces, aves pequeñas y anfibios.
Alcanza la madurez sexual a los tres o cuatro años de vida. El macho excava un hoyo de 30 a 90 cm en el fondo y atrae hacia él a varias hembras.
El desove se realiza entre mayo y julio.

## Hábitat
Prefiere aguas tranquilas de charcas o lagunas de espesa vegetación acuática, desde donde acechar a sus presas, con aguas limpias y preferiblemente cálidas.

## Relación con el hombre
Su pesca se considera la especialidad deportiva con mayor volumen de negocio directo e indirecto en EE. UU., por encima de la NBA o la NHL, constituyendo la especie "leit-motiv" del mercado del sector.[cita requerida]
Se considera que el mejor periodo del año para realizar esta modalidad deportiva es durante los meses de primavera y verano, no obstante y sorprendentemente en otoño e invierno, pese a ser menor el número de capturas, el tamaño de estas es mucho más grande que las que podremos pescar en los meses de más luz del año.

## Consideración como especie exótica e invasora
Micropterus salmoides ha sido introducido en muchas regiones y países debido a su popularidad como especie de pesca.   Actualmente, está instalado en más de 79 países o territorios fuera de su extensión original.
Causa el declive, desplazamiento o extinción de especies en su nuevo hábitat, ya sea por predación, o por competición. Esta especie se considera un peligro para especies autóctonas como el salmón o la trucha. Han sido culpados, también de la extinción del  podilymbus gigas, un ave acuática que habitó el lago Atitlan en Guatemala.
Investigaciones en la península ibérica descubrieron que los juveniles de M. salmoides fueron capaces de demostrar plasticidad trófica, que significa que fueron capaces de ajustar su comportamiento alimenticio para obtener la suficiente energía para sobrevivir.
Está incluida en la lista de las 100 especies exóticas invasoras más dañinas del mundo de la IUCN.